# Gabriel Abraham
Gabriel Abraham (22 de març de 1991, Galaţi, Romania) és un destacat porter del FC Oţelul Galaţi. Va debutar al FC Oţelul Galaţi l'any 2008. Ha estat internacional amb Romania en les categories inferiors en set ocasions. El Fotbal Club Oțelul Galați és un equip de futbol romanès de la ciutat de Galaţi. Durant les darreres dècades, ha participat en la Liga I, divisió de nivell més alt a Romania. Ha guanyat la Lliga romanesa de futbol, la Supercopa romanesa de futbol i la Copa romanesa de futbol. Gabriel Abraham va aconseguir la Lliga romanesa de futbol 2010-11 i la Supercopa romanesa de futbol 2011. L'any 2011, a la Champions League, el seu equip es va enfrontar dins del grup C amb el Benfica, el Manchester United i el Basilea.
Al final de l'any 2011, Abraham va ser cedit al club Prahova Tomşani de Romania. Es va incorporar de nou al Fotbal Club Oțelul Galați a l'estiu de l'any 2012.

## Títols
- Lliga 2010-11[1][5]
- Supercopa 2011[1]